# Faraday Future
Faraday Future — американська старт-ап компанія, що спеціалізується на розвитку інтелектуальних електричних транспортних засобів. Faraday Future була створена у 2014 році зі штаб-квартирою у місті Гардена, штат Каліфорнія. З моменту свого створення у 2014 році, компанія виросла до 1000 осіб у січні 2016 року. Її фінансовим партнером та основним власником є LeEco, китайська компанія з виробництва побутової електроніки, яку очолює Цзя Юетін (кит.: 贾跃亭).  
Faraday Future названа на честь одного з основоположних принципів електродвигунної технології, відомої як закон індукції Фарадея. Закон Фарадея, в свою чергу, названий на честь англійського вченого Майкла Фарадея, який відкрив електромагнітну індукцію.

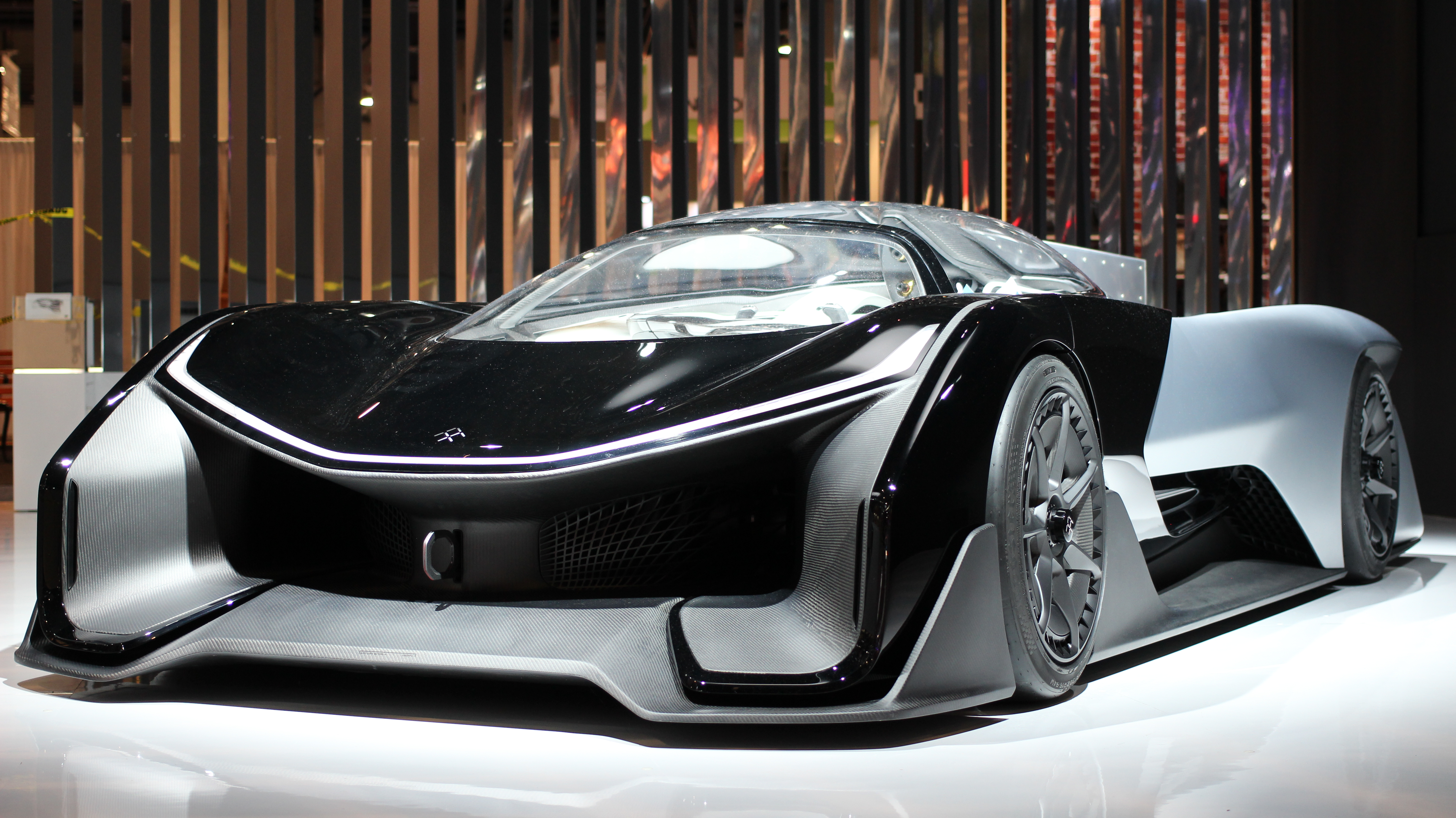
Faraday Future FFZERO1

У січні 2016 компанія випустила свій перший концепт-кар, одномісний FFZERO1, і презентувала його на шоу споживчої електроніки, але не оголосила виробничих графіків.
У січні 2017 компанія показала свій дебютний серійний автомобіль FF91, на виставці Consumer Electronics Show. Ця модель буде випущена тільки в 300 екземплярах, а перші поставки очікуються у 2018 році.

## Заплановане розміщення
Faraday Future оголосила в листопаді 2015 року, що вона інвестуватиме до $1 млрд у свій перший виробничий об'єкт. Ймовірними місцями для будівництва американського заводу компанії, названі Каліфорнія, Джорджія, Луїзіана і Невада.
В грудні 2015 року, Faraday Future розташував свої виробничі ділянки в Норт-Лас-Вегас, завод буде побудований АЕКОМ за $500 млн, будівництво почалося в квітні 2016 з необхідної додаткової інфраструктури. Невада офіційно дозволила будівництво після перевірки Faraday Future на фінансову стійкість. Проекту сприяють виділенням $215 млн податкових пільг, будівництвом 4 милі (6,4 км) залізничної гілки в 2018 році до майбутнього заводу площею в 28 млн м2, де буде працювати 4,500 штатних співробітників.
Станом на 24 травня 2016 року The City of Vallejo, California announced there will be a May 31, 2016 Special City Council vote on an exclusive negotiating agreement. This represents the first formal step to bringing Faraday Future to Mare Island.  Following Karma Automotive's new plant in Moreno Valley, the project would be the second new automobile manufacturing facility to be built from the ground up in California in the last few years.  It would bring hundreds of millions of dollars in new investment to the local economy. On May 31, 2016, the City Council unanimously agreed on entering the 6-month agreement.

## Заплановані продукти
Faraday Future планує запустити свій перший повністю електричний автомобіль у 2017 році, з планами розширення в майбутньому. Компанія має плани досліджувати інші аспекти автомобілебудування, буде розвивати автопілотування та інше.
У липні 2015 року, "Мотор тренд" опублікував статтю, в якій надав інформацію про кілька особливостей Faraday Future: він буде мати на 15% більший об'єм батарей ніж Tesla Model S, він буде використовувати мульти-стільникове рішення, при якому окремі блоки і групи блоків можуть бути замінені, і він буде мати модульну конструкцію для вдосконалених методів масового виробництва.
У листопаді 2015 на автосалоні в Лос-Анджелесі, Керівник проекту Річард Кім оголосив про свою зацікавленість в створенні автомобіля, який би мав доступ до інтернету, автомобільних розваг, ароматерапію і ергономічний дизайн.
4 січня 2016 року в США на виставці споживчої електроніки, вони розкрили свій, 1 000 к. с. (750 кВт), 200 миля/год (320 км/год), одномісний перегонний автомобіль FF ZERO1. У нього був стиль, схожий на Бетмобіль 1960-тих. Вони показали відео, яке демонструє, як їх архітектура змінної платформи(не використовується в концепті) дозволить адаптувати авто для людей з різною будовою тіла і матиме різні конфігурації батареї. Жодних конкретних деталей конструкції та дизайну не було надано, було відомо лише про кросовероподібну форму авто. Після презентації, їхні сторінки в соціальних мережах були заповнені в основному негативними коментарями, в яких йшлось про розчарування користувачів в тому, що було представлено концепт гоночного автомобіля, який не буде виготовлено. Багато хто заявив, що вони розраховують на автомобіль за доступною ціною, який буде конкурувати з Tesla Model 3 або Ніссан ліф.
Faraday Future планували почати тестування автомобілів, обладнаних автопілотом, на дорогах Каліфорнії після отримання схвалення від штату Каліфорнія 17 червня 2016.
Faraday Future представила свій новий автомобіль FF91 в січні 2017 на виставці споживчої електроніки. Вони оголосили, що автомобіль прискорюється до 0—60 миля/год (0—97 км/год) менш ніж за 2,5 секунди. Запас ходу буде складати 775 км за швидкості 88км/год  Faraday планує випускати кілька видів машин, заснованих на гнучкій змінній Platform Architecture (VPA)..
У квітні 2017 FF91 була представлена також на автосалоні в Лонг-Біч.

## Комерційний та маркетинговий план
Компанія заявила, що частина доходів Faraday Future, як очікується, надійде із альтернативних додаткових джерел, передбачуваний обсяг продажів структура ближче до смартфону, ніж у стандартних автомобільних продажів (revenue stream is expected to come from alternative, ancillary sources, the anticipated revenue structure being closer to that of the smartphone than to that of standard automobile sales) .
У листопаді 2015 року, Faraday Future оголосив, що вони відвідувають CES International  ( виставка побутової електроніки) у січні 2016 року.
У січні 2017 року компанія представила свої новітні технології на виставці CES в Лас-Вегасі, стверджуючи, що їх автомобіль робить всі інші автомобілі зайвим.

## Побоювання інвесторів
Faraday був предметом спекуляцій екс-співробітників і урядових посадових осіб, які висловили сумніви про фінансову спроможність компанії. Компанія не змогла профінансувати навіть декілька депозитів, що спричинило сумніви в аналітиків щодо фінансової спроможності та інвестиційної стратегії компанії.
"Це питання часу, коли з'являться проблеми", - сказав Ван Чжен, директор з інвестицій в Jingxi Investment Management, яке займається портфелем з близько 300 мільйонів доларів. Він уникає акцій LeEco , почасти через побоювання з приводу його фінансової стратегії.

.

## Мотоспорт
Faraday Future приєднається до Формули E для електричних автомобілів в рамках співпраці з існуючими командою Dragon Racing, з Америки, до серії третього сезону, що почнеться з жовтня 2016 року. Технічні характеристики автомобіля були опубліковані в листопаді 2016 року.

## Керівництво та персонал
В даний час Faraday Future очолюваний командою з 5 членів:
- Нік Семпсон - старший віце-президент компанії R&D і Інженерингу
- Reckhorn Даг - віце-президент глобального виробництва
- Алан Черрі - віце-президент людських ресурсів
- Тому Wessnerбыл - віце-президент ланцюжків постачань
- Річард Кім - Керівник дизайн[43] (відомий для проектування екстер'єру E84 БМВ Х1, БМВ і3 і БМВ і8)
- Сільва Хіті - Начальник відділу розвитку трансмісії

Крім названих керівників, Faraday Future повідомив, що він має команду з колишніх працівників Тесла (130 осіб), ГМ, Феррарі, Ламборджині, БМВ, Ауді, Apple (60 осіб), SpaceX, і Hulu співробітників. Досі невідомо, хто генеральний директор Faraday Future.